# Panunggulan (Muara Batang Gadis)
Panunggulan is een bestuurslaag in het regentschap Mandailing Natal van de provincie Noord-Sumatra, Indonesië. Panunggulan telt 548 inwoners (volkstelling 2010).